# 藤岡拓太郎
藤岡 拓太郎（ふじおか たくたろう、1989年5月31日 - ）は、日本のギャグ漫画家。大阪府生まれ。大阪芸術大学文芸学科中退。

## 来歴
- 2009年 - 『親父のテーマ』（「藤岡拓」名義）で、第70回赤塚賞佳作[2]。
- 2010年 - 「ジャンプNEXT!2010SUMMER」に『五郎丸ジーンのミッドナイト・ジーン』（「藤岡拓」名義）が掲載[2]。
- 2014年 - WEB漫画雑誌「電脳マヴォ」、「オモコロ」に短編を掲載。『ミスター・コッペパン』をTwitterやブログ等で連載開始[1]。

## 人物
- 2021年3月、自身のSNSで、生まれつき軽度の感音性難聴を抱えていることを明かした[6][7]。